# Rivali (Star Trek: Deep Space Nine)
„Rivali” este cel de-al 31-lea episod din serialul american de televiziune științifico-fantastic Star Trek: Deep Space Nine. Este al 11-lea episod al celui de-al doilea sezon.
Plasat în secolul al XXIV-lea, serialul urmărește aventurile de pe Deep Space Nine, o stație spațială situată în apropierea unei găuri de vierme stabile între cadranele Alfa și Gamma ale galaxiei Calea Lactee, în apropierea planetei Bajor. În acest episod, un escroc deschide un nou bar care concurează cu cel al lui Quark.

## Prezentare
Șeful securității Odo îl plasează pe El-Aurianul Martus Mazur într-o celulă de detenție după ce l-a acuzat de escrocherie la bordul Deep Space Nine. În timp ce se află în celulă, Martus achiziționează un dispozitiv de jocuri de noroc care modifică legile probabilității după ce colegul său de celulă, un bătrân pe nume Cos, moare. Norocul i se schimbă și este eliberat din detenție după ce cuplul de bătrâni pe care l-a înșelat decide să nu depună plângere.
Cu noul și intrigantul său dispozitiv, el înființează un bar și un cazinou cu versiuni mai mari ale dispozitivului original ca aparate de joc. Barul este un succes și atrage clienți de la barul lui Quark. În curând, dispozitivul se întoarce împotriva lui și el însuși este păcălit și pierde o sumă mare de bani. În plus, cuplul pe care l-a înșelat se răzgândește și depune plângere împotriva lui.
Între timp, Miles O'Brien încearcă să se antreneze pentru a putea concura cu Julian Bashir la racquetball. Ca parte a unei stratageme pentru a recâștiga afacerile pierdute pentru bar, Quark reușește să-i păcălească pe O'Brien și Bashir să participe la un turneu public pe care oamenii pot paria. Când O'Brien are o performanță anormal de bună, își dă seama că există anomalii statistice pe stație. Echipajul descoperă efectele dispozitivelor din localul lui Martus, iar O'Brien și Bashir sunt de acord să anuleze restul jocului. Pentru a preveni alte manipulări ale probabilităților naturale, comandantul Sisko și ofițerul științific Dax distrug dispozitivul.